# Paradoxostomatidae
Paradoxostomatidae – rodzina małżoraczków z rzędu Podocopida i podrzędu Cytherocopina.
Małżoraczki o kruchych, wydłużonych, bocznie spłaszczonych karapaksach, pozbawionych wyraźnej rzeźby. W widoku bocznym tylna część karapaksu jest szerszej zaokrąglona niż przednia. Zamek typu lofodontycznego. Odciski mięśni zwieraczy ustawione po cztery w poziomym rządku; frontalne z nich raczej owalnego kształtu. Kanały porowe lejkowate i słabo widoczne. Ilość podomerów w czułkach pierwszej pary nie przekracza sześciu. Okolica gębowa stożkowato wydłużona. Silnie zredukowane są przydatki czwartej pary oraz żuwaczki.
Należy tu 296 opisanych, współczesnych gatunków. Do rodziny zalicza się rodzaje:
- Acetabulastoma Schornikov, 1970
- Austroparadoxostoma Hartmann, 1979
- Boreostoma Schornikov, 1993
- Bradystoma Schornikov et Keyser, 2004
- Brunneostoma Schornikov, 1993
- Calcarostoma Schornikov et Keyser, 2004
- Caribbella Teeter, 1975
- Chejudocythere Ishizaki, 1981
- Cytherois Mueller, 1884
- Echinophilus Schornikov, 1973
- Echinositus Schornikov, 1973
- Flabellicytherois Schornikov, 1993
- Glyphidocythere Ayress, Correge et Whatley, 1993
- Lanceostoma Schornikov et Keyser, 2004
- Neopellucistoma Ikeya et Hanai, 1982
- Nodoconcha Hartmann, 1989
- Obesostoma Schornikov, 1993
- Paracythere Mueller, 1894
- Paracytherois Mueller, 1894
- Paradoxostoma Fischer, 1855
- Pontostoma Schornikov et Keyser, 2004
- Pseudeucythere Hartmann, 1989
- Redekea De Vos, 1953
- Triangulostoma Schornikov et Keyser, 2004
- Violacytherois Schornikov, 1993